# No Time to Die (single)
"No Time to Die" is een single uit 2020 van de Amerikaanse zangeres Billie Eilish. Het is de titelsong van de 25e James Bondfilm No Time to Die, die in september 2021 in première ging.

## Achtergrond
In januari 2020 werd de achttienjarige, Amerikaanse zangeres Billie Eilish officieel bekendgemaakt als de uitvoerder van de titelsong van de James Bondfilm No Time to Die (2021). Ze werd zo de jongste artieste ooit die een James Bond-titelsong schreef en zong. Ze verbrak het record van Sheena Easton, die in 1981 op 22-jarige leeftijd de titelsong "For Your Eyes Only" zong. Eilish omschreef het zingen van de titelsong als het 'bereiken van een levensdoel'.
Eilish schreef het nummer samen met haar broer, Finneas O'Connell. Ook Hans Zimmer, de filmcomponist van No Time to Die, werkte mee aan het nummer.

## Release
Op 12 februari 2020 maakte Eilish via sociale media de titel van het nummer bekend. Een dag later werd de single wereldwijd uitgebracht. Begin oktober 2020 werd er ook een videoclip uitgebracht.
Op 14 maart 2021 werd het nummer bekroond met een Grammy Award.

## Hitnoteringen

### Nederlandse Top 40
| Hitnotering: 22-02-2020 t/m 21-03-2020 | Hitnotering: 22-02-2020 t/m 21-03-2020 | Hitnotering: 22-02-2020 t/m 21-03-2020 | Hitnotering: 22-02-2020 t/m 21-03-2020 | Hitnotering: 22-02-2020 t/m 21-03-2020 | Hitnotering: 22-02-2020 t/m 21-03-2020 | Hitnotering: 22-02-2020 t/m 21-03-2020 | Hitnotering: 22-02-2020 t/m 21-03-2020 | Hitnotering: 22-02-2020 t/m 21-03-2020 | Hitnotering: 22-02-2020 t/m 21-03-2020 | Hitnotering: 22-02-2020 t/m 21-03-2020 |
| Week                                   | 1                                      | 2                                      | 3                                      | 4                                      | 5                                      |                                        |                                        |                                        |                                        |                                        |
| -------------------------------------- | -------------------------------------- | -------------------------------------- | -------------------------------------- | -------------------------------------- | -------------------------------------- | -------------------------------------- | -------------------------------------- | -------------------------------------- | -------------------------------------- | -------------------------------------- |
| Positie:                               | 24                                     | 17                                     | 15                                     | 21                                     | 32                                     | uit                                    |                                        |                                        |                                        |                                        |

### NederlandseSingle Top 100
| Hitnotering: 22-02-2020 t/m 11-04-2020 | Hitnotering: 22-02-2020 t/m 11-04-2020 | Hitnotering: 22-02-2020 t/m 11-04-2020 | Hitnotering: 22-02-2020 t/m 11-04-2020 | Hitnotering: 22-02-2020 t/m 11-04-2020 | Hitnotering: 22-02-2020 t/m 11-04-2020 | Hitnotering: 22-02-2020 t/m 11-04-2020 | Hitnotering: 22-02-2020 t/m 11-04-2020 | Hitnotering: 22-02-2020 t/m 11-04-2020 | Hitnotering: 22-02-2020 t/m 11-04-2020 | Hitnotering: 22-02-2020 t/m 11-04-2020 |
| Week                                   | 1                                      | 2                                      | 3                                      | 4                                      | 5                                      | 6                                      | 7                                      | 8                                      |                                        |                                        |
| -------------------------------------- | -------------------------------------- | -------------------------------------- | -------------------------------------- | -------------------------------------- | -------------------------------------- | -------------------------------------- | -------------------------------------- | -------------------------------------- | -------------------------------------- | -------------------------------------- |
| Positie:                               | 3                                      | 6                                      | 10                                     | 15                                     | 23                                     | 33                                     | 39                                     | 84                                     | uit                                    |                                        |

### VlaamseUltratop 50 Singles
| Hitnotering: 22-02-2020 t/m 18-04-2020 | Hitnotering: 22-02-2020 t/m 18-04-2020 | Hitnotering: 22-02-2020 t/m 18-04-2020 | Hitnotering: 22-02-2020 t/m 18-04-2020 | Hitnotering: 22-02-2020 t/m 18-04-2020 | Hitnotering: 22-02-2020 t/m 18-04-2020 | Hitnotering: 22-02-2020 t/m 18-04-2020 | Hitnotering: 22-02-2020 t/m 18-04-2020 | Hitnotering: 22-02-2020 t/m 18-04-2020 | Hitnotering: 22-02-2020 t/m 18-04-2020 | Hitnotering: 22-02-2020 t/m 18-04-2020 |
| Week                                   | 1                                      | 2                                      | 3                                      | 4                                      | 5                                      | 6                                      | 7                                      | 8                                      | 9                                      |                                        |
| -------------------------------------- | -------------------------------------- | -------------------------------------- | -------------------------------------- | -------------------------------------- | -------------------------------------- | -------------------------------------- | -------------------------------------- | -------------------------------------- | -------------------------------------- | -------------------------------------- |
| Positie:                               | 3                                      | 6                                      | 9                                      | 13                                     | 22                                     | 18                                     | 34                                     | 42                                     | 50                                     | uit                                    |

## Prijzen en nominaties
| Jaar | Prijs                | Categorie                                                 | Genomineerde(n)                   | Uitslag     |
| ---- | -------------------- | --------------------------------------------------------- | --------------------------------- | ----------- |
| 2021 | Grammy Award         | Best Song Written for Visual Media, voor "No Time to Die" | Billie Eilish & Finneas O'Connell | Gewonnen    |
| 2022 | Golden Globe         | Beste filmsong, voor "No Time to Die"                     | Billie Eilish & Finneas O'Connell | Gewonnen    |
| 2022 | Critics Choice Award | Beste nummer, voor "No Time to Die"                       | Billie Eilish & Finneas O'Connell | Gewonnen    |
| 2022 | Academy Award        | Beste originele nummer, voor "No Time to Die"             | Billie Eilish & Finneas O'Connell | Gewonnen    |
| 2022 | Satellite Award      | Beste filmsong, voor "No Time to Die"                     | Billie Eilish & Finneas O'Connell | Genomineerd |